# Eremias brenchleyi
Espèce
Eremias brenchleyi est une espèce de sauriens de la famille des Lacertidae.

## Répartition
Cette espèce se rencontre :
- en Russie au Sud du lac Baïkal ;
- en Mongolie-Intérieure, au Shanxi, au Hebei, au Shandong, au Henan, au Anhui et au Jiangsu en Chine.

## Étymologie
Cette espèce est nommée en l'honneur de Julius Lucius Brenchley (1816–1873).

## Publication originale
- Günther, 1872 : On some new species of reptiles and fishes collected by J. Brenchley, Esq. Annals and Magazine of Natural History, ser. 4, vol. 10, n. 60, p. 418–426 (texte intégral).